# うさぎやすぽん
うさぎやすぽん（1994年 - ）は、日本の小説家、ライトノベル作家。男性。京都出身。

## 概要
柔道初段で、医師免許も取得している。2016年に『死にたがりビバップ -Take The Curry Train!-』（受賞時タイトル「Take the Curry train」）で第22回スニーカー大賞特別賞を受賞し、デビューした。医学部卒業であることから、医学の知識を『キミの青春、私のキスはいらないの?』に生かしたと話している。
学生時代に影響を受けた作家・ミュージシャンとして町田康、森見登美彦、保坂和志、大槻ケンヂ、川上未映子などの名前をあげているほか、映画界ではウェス・アンダーソン監督からの影響を受けたと話している。
プライベートでは猿渡かざみや瘤久保慎司とも仲良しだと話している。

## 作品リスト

### 小説
- 『死にたがりビバップ -Take The Curry Train!-』[6]（2017年7月 角川スニーカー文庫、イラスト：前屋進）ISBN 978-4-04-106029-2
- 『裏方キャラの青木くんがラブコメを制すまで。』[7]（2018年3月 角川スニーカー文庫、イラスト：前屋進）ISBN 978-4-04-106814-4
- 『キミの青春、私のキスはいらないの?』[8]（2021年6月 電撃文庫、イラスト：あまな）ISBN 978-4-04-913574-9